# Saint-Masmes
 Saint-Masmes  es una población y comuna francesa, en la región de Champaña-Ardenas, departamento de Marne, en el distrito de Reims y cantón de Beine-Nauroy.

## Demografía
| 336 | 322 | 335 | 432 | 484 | 523 |
| Para los censos de 1962 a 1999 la población legal corresponde a la población sin duplicidades (Fuente: INSEE [Consultar]) |     |     |     |     |     |